# Hexose
Trong hóa học, một hexose là một phân tử đường đơn có sáu nguyên tử cacbon. Công thức hóa học của mọi hexose đều là C6H12O6, với phân tử khối bằng 180.156 g/mol.